# Сантасьер, Энтони
Энтони Эдвард Сантасьер (англ. Anthony Edward Santasiere; 9 декабря 1904, Нью-Йорк — 13 января 1977 Холливуд) — американский шахматист. Школьный учитель математики.
Победитель Открытого чемпионата США по шахматам 1945 года. Трёхкратный победитель чемпионата штата Нью-Йорк. Бронзовый призёр 6-го чемпионата США (1946) в Нью-Йорке.
В 1945 году участвовал в радиоматче СССР — США на 10-й доске против Д. И. Бронштейна, но проиграл обе партии.

## Книги
- The Futuristic Chess opening: Santasiere’s Folly (Paperback)
- King’s Gambit — Analysis and Games